# Język porome
Język porome (a. polome), także: kibiri (a. gibiri) lub kibiri-porome − język izolowany używany w prowincji Gulf w Papui-Nowej Gwinei. W 2011 roku posługiwało się nim 1180 osób.
Katalog Ethnologue podaje, że jego użytkownicy zamieszkują wsie Babaguina, Doibo, Ero, Paile, Tipeowo, Wowa. Wyróżniono dwa dialekty: aird hills (kibiri), porome.
Jest klasyfikowany jako izolat, przy czym wykazuje pewne cechy strukturalne typowe dla języków transnowogwinejskich. Malcolm Ross (2000) próbnie połączył go z grupą języków kiwai, ale fakty lingwistyczne nie wskazują jednoznacznie na taką jego przynależność.
Nie jest spokrewniony z językiem rumu, również zwanym kibiri.
Bardzo słabo poznany, opublikowane materiały dot. tego języka ograniczają się zasadniczo do danych leksykalnych. Jest zapisywany alfabetem łacińskim.